# Giuseppe Enzo Palanti
Giuseppe Enzo Palanti (Milano, 1º marzo 1922 – Brescia, 18 dicembre 1981) è stato un imprenditore e compositore italiano.

## Biografia
All'anagrafe Giuseppe Palanti, detto Enzo, concentra la sua attività fra gli anni quaranta ed i settanta del XX secolo, anni in cui insegnò anche pianoforte. Nel 1955 vince il primo premio al Festival Orceano della Canzone di Orzinuovi con Bella Orceana. Ha composto oltre cento opere fra musica e testi.. Nel 1955 sposò Primina Cigoli, da cui ebbe il figlio Fabrizio.

## Opere (parziale)
- A Santa Cruz, (rumba beguine) - Edizioni Musicali Globus – Milano – 1949, testo: Solas-Bonconpagni, Partitura per violino/fisarmonica, pianoforte, tromba, saxofono alto/clarino, saxofono contrabbasso, contrabbasso, trombone e batteria/chitarra.
- Dianella, (swing, allegro con ritmo) - Edizioni Mario Aromando – Milano – 1953, testo: Cosimo Di Ceglie, Partitura per pianoforte, violini o armonica (con guida per chitarra), saxofono contralto, saxofono tenore e tromba
- Bella orceana, (swing moderato ) - Barimar Edizioni Musicali – Milano – 1955, cantante: Sergio Cerri, Partitura per pianoforte e saxofono tenore.

- Sogni nel vento (canzone beguine) - Ultra Edizioni Musicali – Bologna – 1961, testo: Taba
- A B C dell’amore, ISWC T-005.817.130-4, testo: Luciano Giuseppe Sacco, editore: Suono edizioni musicali
- Amico, ISWC T-005.643.087-5, testo: Ermanno Parazzini, editore: Leonardi edizioni
- Bananera, ISWC T-005.964.490-4, editore: SE.BE
- Bella brunetta, ISWC T-005.616.752-2, editore: Parlami d'amore s.r.l.
- Blue jeans, ISWC T-005.738.678-3, testo: Anna Boscarelli, editore: Suono edizioni musicali
- Boston triste, ISWC T-005.771.637-6, testo: Girolamo La Bella, editore: El brios
- Buon Natale, ISWC T-006.007.145-5, testo: Anna Boscarelli, editore: Borgatti
- C’è un tramonto, ISWC T-005.964.489-1, editore: SE.BE
- Che allegria, ISWC T-005.830.536-4, editore: Borgatti
- Cielo di Napoli, ISWC T-005.964.435-7, editore: SE.BE
- Drago nero, ISWC T-005.771.887-2, testo: Girolamo La Bella, editore: El brios
- È arrivata Veronica, ISWC T-005.771.898-5, testo: Girolamo La Bella, editore: El brios
- E ben se piangi, ISWC T-005.964.431-3, editore: SE.BE
- Elena, ISWC T-005.844.578-5, editore: Borgatti
- Estasi, ISWC T-005.874.973-7, editore: Borgatti
- Finestrella socchiusa, ISWC T-005.964.491-5, editore: SE.BE
- In questo paese, ISWC T-005.919.537-7, testo: Emanuele Piroscia
- Letterina al mondo, ISWC T-005.738.679-4, testo: Anna Boscarelli, editore: ITALVOX
- Lorj, ISWC T-005.899.721-9, editore: Borgatti
- Lucciola, ISWC T-005.772.255-0, musica con: Girolamo La Bella, editore: El brios
- Luna vagabonda, ISWC T-005.738.680-7, testo: Alberto Biagioni, editore: ITALVOX
- Mia bandiera, ISWC T-005.772.341-7, musica con: Girolamo La Bella, editore: El brios
- Mistero, ISWC T-006.041.887-2, musica con: Antonio Puggioni, testo: Giovanni Canu, editore: Gridenis
- Non farmi male, ISWC T-005.758.542-8, editore: ITALVOX
- Non te ne andar, ISWC T-005.758.543-9, editore: ITALVOX
- Il nostro cielo, ISWC T-005.738.681-8, testo: Alberto Biagioni, editore: ITALVOX
- Nuvola d'oro, ISWC T-005.772.467-0, musica con: Girolamo La Bella, editore: El brios
- Occhi di fuoco, ISWC T-005.772.472-7, musica con: Girolamo La Bella, editore: El brios
- Oh che tassa, ISWC T-006.303.323-7, musica con: Giuseppe Zucchini, testo: Nino Grasso, editore: E.M.O.
- Old time, ISWC T-005.772.484-1, musica con: Girolamo La Bella, editore: El brios
- One night, ISWC T-005.898.440-9, musica con: Gabenis e Beniamino Serlenga, editore: SE.BE
- Original, ISWC T-005.733.349-9, musica con: Carlo Bettini, testo di: Giuseppe Enzo Palanti, editore: PETRONIANA
- Pina pi, ISWC T-005.964.433-5, editore: SE.BE
- Pisellino, ISWC T-006.425.877-0, editore: EERMUSIC ITALY
- Pregando Dio, ISWC T-005.772.615-4, musica con: Girolamo La Bella, editore: El brios
- Quando mi parli d'amore, ISWC T-005.622.241-3, testo: Romualdo Friggeri, editore: GIULIANA & SCHMIDL
- Raccolto, ISWC T-006.493.466-2, editore: Warner Bros. Records
- Ricordandoti, ISWC T-005.772.691-6, musica con: Girolamo La Bella, editore: El brios
- Ricordo di più, ISWC T-005.733.573-5, musica con: Giuseppe Damele, testo: Ernesto Pisani, editore: ITALVOX
- Risata, ISWC T-005.874.974-8, testo: Delflok, editore: Capinera
- Ritorno a cantare, ISWC T-005.758.544-0, editore: ITALVOX
- Ritorno a Rio, ISWC T-005.964.430-2, editore: SE.BE
- Rumba del mio paese, ISWC T-005.966.720-7, testo: Anita Parenzo, editore: UNIONE ED. MUS. SAS ARDIENTE DI LEONELLI RUBE
- Saprei, ISWC T-005.638.119-1, testo: Ermanno Parazzini, editore: Leonardi edizioni
- Scampagnata, ISWC T-005.772.781-7, musica con: Girolamo La Bella, editore: El brios
- Se sei stanca di me, ISWC T-005.874.975-9, testo: Delflok, editore: Capinera
- Se tornassi bambino, ISWC T-005.966.410-6, musica con Alfonso Corsini, testo: Nino Bellinvia, editore: UNIONE ED. MUS.
- Sera d'autunno, ISWC T-005.729.870-0, testo: Anna Boscarelli, editore: Recital
- Serenata del batterista, ISWC T-005.964.432-4, editore: SE.BE
- Serenata del campeggiatore, ISWC T-005.772.826-3, musica con: Girolamo La Bella, editore: El brios
- Sprazzi di sole, ISWC T-005.817.131-5, testo: Luciano Giuseppe Sacco, editore: Suono edizioni musicali
- Stasera domani o forse mai più, ISWC T-201.030.398-4, testo: Luigi Spaggiari, editore: Universal Music Group
- Tango mentiroso, ISWC T-006.041.888-3, musica con: Antonio Puggioni, testo: Giovanni Canu, editore: Gridens
- Tango passione, ISWC T-005.822.496-6, musica con: Antonio Puggioni, testo: Antonio Puggioni, editore: Recital
- Tempi passati, ISWC T-005.758.545-1, editore: ITALVOX
- Ti chiami amore, ISWC T-201.030.395-1, musica con: Luigi Spaggiari, testo: Enrico Frati, editore: Universal Music Group
- Ti chiami Laura, ISWC T-005.733.867-6, musica con: Giuseppe Damele, testo: Ernesto Pisani, editore: ITALVOX
- Ti ho cercato, ISWC T-005.919.535-5, testo: Emanuele Piroscia
- Vecchio ricordo, ISWC T-005.964.492-6, editore: SE.BE
- Vicino ancor, ISWC T-005.964.434-6, editore: SE.BE
- Voce di Napoli, ISWC T-005.738.682-9, testo: Antonio Puggioni, editore: ITALVOX

## Discografia (parziale)
- Ricordate? Quel motivetto, Piero Umiliani e i suoi solisti, 1958